# Cerro Vitunal
Cerro Vitunal är ett berg i Bolivia.   Det ligger i departementet Potosí, i den södra delen av landet, 400 km söder om huvudstaden Sucre. Toppen på Cerro Vitunal är 5 166 meter över havet.
Terrängen runt Cerro Vitunal är huvudsakligen kuperad. Trakten runt Cerro Vitunal är nära nog obefolkad, med mindre än två invånare per kvadratkilometer.. 
Omgivningarna runt Cerro Vitunal är i huvudsak ett öppet busklandskap.